# Błyszczka jarzynówka
Błyszczka jarzynówka, literówka jarzynówka (Autographa gamma) – gatunek motyla z rodziny sówkowatych i podrodziny błyszczek.
Motyl o brunatnych, szaro opylonych: głowie, tułowiu i głaszczkach wargowych. Osiąga od 35 do 43 mm rozpiętości skrzydeł. Przednie skrzydło jest szarobrunatne z żółtobiałymi przepaskami oraz perłowosrebrzyście połyskującym rysunkiem złożonym z γ-kształtnej plamki i sąsiadującej z nią kropki. Przepaska falista występuje tylko w przedniej części skrzydła. U samca wezyka edeagusa ma dwa ciernie. Samice charakteryzuje silnie zesklerotyzowana i inkrustowana ziarenkowatymi sklerytami dystalna część korpusu torebki kopulacyjnej.
Gąsienice są polifagami roślin zielnych, notowanymi jako szkodniki warzyw, zwłaszcza przy występujących niekiedy masowych pojawach. Do przepoczwarczenia gąsienice budują oprzędy.
Owad rozprzestrzeniony od południowej Grenlandii, przez Europę i Syberię po rosyjski Daleki Wschód. W Polsce pospolity, najpowszechniejszy z grupy błyszczek, pojawiający się w dwóch pokoleniach latających odpowiednio: w maju–lipcu i lipcu–październiku. Pierwsze pokolenie przylatuje z południa, natomiast drugie to osobniki wyklute w Polsce.